# يوغرطة آيت بقة
يوغرطة آيت بقة (مواليد 4 مارس 1996) هو ملاكم جزائري، مثّل بلاده في الألعاب الأولمبية الصيفية 2024 في وزن 63.5 كلغ.

## نتائج
| السنة | الميدالية   | الألعاب                                           | المدينة | البلد     | المنافسة      | مراجع       |
| ----- | ----------- | ------------------------------------------------- | ------- | --------- | ------------- | ----------- |
| 2022  | ذهبية       | بطولة الملاكمة الإفريقية للهواة 2022 [الإنجليزية] | مابوتو  | موزمبيق   | رجال – 67 كلغ | [ 4 ]       |
| 2023  | ذهبية       | بطولة الملاكمة الإفريقية للهواة 2023 [الإنجليزية] | ياوندي  | الكاميرون | رجال – 63 كلغ | [ 5 ]       |
| 2024  | ثمن النهائي | الألعاب الأولمبية الصيفية 2024                    | باريس   | فرنسا     | رجال – 63 كلغ | [ 2 ] [ 3 ] |
| 2024  | ذهبية       | الألعاب الإفريقية العسكرية 2024                   | أبوجا   | نيجيريا   | رجال – كلغ    | [ 6 ]       |

## روابط خارجية
يوغرطة  آيت بقة على موقع بوكس ريك (الإنجليزية) (registration required)